# Einsatzland
Einsatzländer sind Länder, in die durch andere Staaten z. B. bestimmtes Personal entsandt wird.
Hierbei kann es sich um ziviles Fachpersonal handeln, das den Aufbau bzw. Wiederaufbau von Infrastruktur oder Institutionen durchführt bzw. unterstützt, aber auch um Militärpersonal. Das deutsche Engagement im Ausland ist in dieser Hinsicht breit gefächert. Entwicklungshilfe wird ebenso bereitgestellt wie ein Beitrag zur inneren und äußeren Sicherheit eines Einsatzlandes. Einen Überblick über die deutschen zivilen und militärischen Einsätze im Ausland bietet das Zentrum für Internationale Friedenseinsätze (ZIF). Die Bundeswehr stellt ihrerseits eine Übersicht über ihr Personal im Ausland bereit. Die Zahlen unterscheiden sich teilweise, da unterschiedliche Aktualisierungsintervalle und verschiedene Zahlweisen vorliegen.